# 深田彩加
深田 彩加（ふかた あやか、1994年1月17日 - ）は、石川県小松市出身のハンドボール選手。日本ハンドボールリーグの北國銀行所属。

## 経歴
小松市立高等学校時代は2011年の全日本高等学校ハンドボール選手権大会（インターハイ）で優秀選手賞を受賞。
高校卒業後は東海大学へ進学。2013年に第1回U-22東アジア選手権の日本代表に選出され、同年6月には第12回女子ジュニアアジア選手権の日本代表U-20にも選ばれた。
2014年は関東学生ハンドボール・春季リーグで優秀選手賞を受賞。秋季リーグでは得点王（44得点）のタイトルを獲得し、優秀選手賞を受賞した。
2015年は春季リーグで優秀選手賞を受賞し、秋季リーグでは敢闘賞を受賞した。同年7月には第28回ユニバーシアード競技大会の日本代表に選出された。
2016年に日本ハンドボールリーグの北國銀行へ加入。

## 詳細情報

### 年度別成績
| 年       | チーム   | 試合 | フィールド 得点 | 率   | 7m  | 合計   | 警告 | 退場 | 失格 |
| -------- | -------- | ---- | --------------- | ---- | --- | ------ | ---- | ---- | ---- |
| 2016-17  | 北國銀行 | 17   | 5/10            | .500 | 0/0 | 5/10   | 0    | 0    | 0    |
| 2017-18  | 北國銀行 | 24   | 9/27            | .333 | 0/0 | 9/27   | 2    | 1    | 0    |
| 2018-19  | 北國銀行 | 22   | 24/44           | .545 | 0/0 | 24/44  | 2    | 0    | 0    |
| 2019-20  | 北國銀行 | 14   | 12/36           | .333 | 0/0 | 12/36  | 0    | 3    | 0    |
| 2020-21  | 北國銀行 | 15   | 5/10            | .500 | 0/0 | 5/10   | 0    | 2    | 0    |
| 2021-22  | 北國銀行 | 18   | 25/41           | .610 | 0/0 | 25/41  | 1    | 3    | 0    |
| 2022-23  | 北國銀行 | 8    | 12/20           | .600 | 0/0 | 12/20  | 0    | 2    | 0    |
| JHL：3年 | JHL：3年 | 118  | 92/188          | .489 | 0/0 | 92/188 | 5    | 11   | 0    |

- 各年度の太字はリーグ最高

### 記録

#### 日本ハンドボールリーグ
- フィールドゴール初得点：2016年10月2日、対広島メイプルレッズ戦（小松総合体育館）[10]

### 背番号
- 18 (2016年 - )

## 代表歴

### 日本代表U-24
- ユニバーシアード競技大会 (2015年)

### 日本代表U-22
- U-22東アジア選手権 (2013年)

### 日本代表U-20
- ジュニアアジア選手権 (2013年)

### 日本代表U-18
- ユース世界選手権 (2012年)